# Mark Rolston
Mark Rolston (ur. 7 grudnia 1956 w Baltimore) – amerykański aktor filmowy, telewizyjny i głosowy, prawdopodobnie najbardziej znany z roli Bogsa Diamonda w filmie Skazani na Shawshank. Jego znakiem rozpoznawczym jest chropawy, niski głos. Często gra role czarnych charakterów.

## Filmografia
- Obcy – decydujące starcie (Aliens, 1986) jako szeregowiec M. Drake
- Czwarty protokół (The Fourth Protocol, 1987) jako rosyjski kryptolog
- Wiseguy (1987) jako Renaldo Sykes
- Na podbój nieba (Steal the Sky, 1988) jako pułkownik Bukharine
- Zabójcza broń 2 (Lethal Weapon 2, 1989) jako Hans
- Renifer Świętego Mikołaja (Prancer, 1989) jako Herb Drier, rzeźnik
- Perry Mason: The Case of the Lethal Lesson (1989) jako Vic Hatton
- A Sinful Life (1989) jako Teresa
- Survival Quest (1989) jako Jake
- RoboCop 2 (1990) jako Stef
- Morderstwa czarnej wdowy (Black Widow Murders – The Blanche Taylor Moore Story, 1993) jako O’Keefe
- Sidła miłości (Body of Evidence, 1993) jako Dr. McCurdy
- The Conviction of Kitty Dodds (1993) jako Charlie Dodds
- Skazani na Shawshank (The Shawshank Redemption, 1994) jako Bogs Diamond
- Scanner Cop (1994) jako por. Harry Brown
- Ekspert (The Set Up, 1995) jako Ray Harris
- Najlepsi z najlepszych III: Bez odwrotu (Best of the Best 3: No Turning Back, 1995) jako Donnie Hansen
- Portret zabójcy (Profiler, 1996–2000) jako Donald Lucas (1998–1999)
- Egzekutor (Eraser, 1996) jako J. Scar
- Humanoids from the Deep (1996) jako Bill Taylor
- George Wallace (1997) jako Ricky Brickle
- Powódź (Hard Rain, 1998) jako Wayne
- Listy od zabójcy (Letters From a Killer, 1998) jako O’Dell
- From the Earth to the Moon (1998) jako astronauta Gus Grissom
- Godziny szczytu (Rush Hour, 1998) jako agent Warren Russ
- Po wstrząsie (Aftershock: Earthquake in New York, 1999) jako Bruce Summerlin
- A Table for One (1999) jako Tom
- Highway (2002) jako Burt Miranda
- Epicentrum (Scorcher, 2002) jako Kellaway
- Niewidzialny morderca (Chasing Ghosts, 2005) jako Frank Anderson
- Infiltracja (The Departed, 2006) jako Delahunt